# دايسكي أونو
دايسكي أونو (باليابانية: 小野 大輔) هو مؤدي أصوات ياباني ولد في 4 مايو 1978 في محافظة كوتشي.

## أدواره في التوكوساتسو
- ألترامان تايغا - الراوي

## أدواره في الأنمي

### مسلسلات أنمي تلفزيونية
- هواء - يوكيتو كونيساكي، سورا
- كآبة هاروهي سوزوميا - إيتسوكي كويزومي
- اختفاء ناغاتو يوكي-تشان - إيتسوكي كويزومي
- مينامي-كي - هوساكا
- عندما تبكي حشرة الليل - مامورو أكاساكا
- عندما تبكي حشرة الليل: الحل - مامورو أكاساكا
- عندما تبكي حشرة الليل: الكارما - مامورو أكاساكا
- الخادم الأسود - سيباستيان مايكليس
- الخادم الأسود II - سيباستيان مايكليس
- الخادم الأسود Book of Circus - سيباستيان مايكليس
- بليتش - ماباشي, شوكورو تسوكيشيما
- آيشيلد 21 - كينغو ميزوماتشي
- دراغونوت: ذا ريزونانس - جين كاميشينا
- عروس سيتو - كاي ميكاوا
- إلفن ليد - والد كوتا
- النجم المحظوظ - دايسكي أونو
- باندورا هارتس - جاك فيساليوس
- ساندز أوف ديستراكشن - ناجا غريف
- كازي نو ستيغما - كازوما ياغامي
- عندما تبكي النوارس - باتلر أوشيروميا
- دورارارا!! - شيزوؤو هيواجيما
- دورارارا!! ×2 المقدمة - شيزوؤو هيواجيما
- دورارارا!! ×2 المنتصف - شيزوؤو هيواجيما
- دورارارا!! ×2 الخاتمة - شيزوؤو هيواجيما
- أسطول الزجاج - سيغ
- سكرابد برنسس - كيداف جايلوت
- جاينت كيلينغ - لويجي يوشيدا
- أسطورة الأبطال الأسطوريين - سيون أستال
- المتحري الروحي ياكومو - ياكومو سايتو
- أرشيف دانتاليان - هيو أنتوني ديسوارد
- صاحب التعاويذ الأزرق - آرثر أوغست إنجل
- بيرسونا 4 ذي أنيميشن - كو إيتشيجو
- بيرسونا 4 ذا غولدن أنيميشن - كو إيتشيجو
- البدلة المتنقلة جاندام إيج - وولف إنياكل
- أمير التنس الجديد - كازويا توكوغاوا
- كيه - كورو ياتوغامي، أكيرا هيداكا
- ماغي: The Labyrinth of Magic - سندباد
- ماغي: The Kingdom of Magic - سندباد
- ماغي: مغامرات سندباد - سندباد
- هجوم العمالقة - إيروين سميث
- هجوم العمالقة Season 2 - إيروين سميث
- هجوم العمالقة Season 3 - إيروين سميث
- هجوم العمالقة: الثانوية - إيروين سميث
- كارنفال - هيراتو
- كرة سلة كوروكو - شينتارو ميدوريما
- فالفريف الثوري - كاين دريسيل
- نوراغامي - دايكوكو
- نوراغامي ARAGOTO - دايكوكو
- مغامرة جوجو الغريبة: ستارداست كروسيدرز - جوتارو كوجو
- مغامرة جوجو الغريبة: الماس لا ينكسر - جوتارو كوجو
- مغامرة جوجو الغريبة: الرياح الذهبية - جوتارو كوجو
- باراكامون - سيشو هاندا
- الخيانة تعرف إسمي - هوتسوما رينجو
- غوغوري! كوكوري-سان - كوكوري-سان
- ساموراي واريورز - نوبويوكي سانادا
- يامادا-كن والساحرات السبع - أوشيو إيغاراشي
- سيراف النهاية - نوريتو غوشي
- سيراف النهاية: معركة ناغويا - نوريتو غوشي
- ووركينغ!! - جون ساتو
- ووركينغ'!! - جون ساتو
- ووركينغ!!! - جون ساتو
- أسوماتسو-سان - جوشيماتسو، سانيماتسو, جوشيكو
- ديمنشن دبليو - كيوما مابوتشي
- دايز - أتسوشي كيميشيتا
- متاعب سايكي كوسوؤو - ريكي نيندو، ميدوري نيندو
- ناينتي ون دايز - فانو
- تيرافورمارز - كيجي أونيزوكا
- تيرافورمرز ريفنج - كيجي أونيزوكا
- تريكستر - كوغورو أكيتشي
- دريفترز - بوتش كاسيدي
- أونميوجي نجم التوأم - ميكاغي تسوتشيميكادو، آبي نو سيمي
- ساكي - هاغيوشي
- تيلز أوف زيستيريا ذا كروس - ديزيل
- توكين رانبو: هانامارو - أوكيتا سوغو
- ضوضاء مجهولة - هارويوشي
- شارلوت - شونسكي أوتوساكا
- يواموشي بيدال NEW GENERATION - ماساكيو دوباشي
- يواموشي بيدال GLORY LINE - ماساكيو دوباشي
- هاكاتا تونكوتسو رامنز - زينجي بانبا
- حرب الكواكب: الأطروحة الجديدة - بشار
- هاكيو هوشين إنغي - كيهاتسو
- الخلايا تعمل! - خلية تائية قاتلة
- الخلايا تعمل!! - خلية تائية قاتلة
- أكاديمية جليسي الأطفال - كيغو سايكاوا
- بلاك كلوفر - ويليام فانجنس
- الخطايا السبع المميتة: إعادة إحياء الوصايا - درول
- الخطايا السبع المميتة: غضب الحراس - درول
- سيرفامب - يوميكاغي تسوكيميتسو
- باك ستريت غيرلز: غوكودولز - كينتارو ياماموتو
- يوكيو هولدر! - كولونيل ساندرز
- برنسس برنسبل - ينغواي
- رحلة كينو (2017) - كينو الرحالة
- رحلة العجائب: ثأر الأشرار الثلاثة - ساكاموتو ريوما
- أسد مارس - غاكوتو ساكوراي
- خادمة الآنسة كوباياشي تنين - فافنير
- مونتو - مونتو
- سومو هينومارو - ماساتو هيودو
- فورتن آرتيريال - كوهي هاسيكورا
- بونغو ستراي دوغز - إيس
- برج الحاكم - فونسيكال لورو
- باكفليب!! - ماساموني شيتشيغاهاما
- هوريميا -  كيوسوكي هوري

### أنمي الإنترنت
- كآبة سوزوميا هاروهي-تشان - إيتسوكي كويزومي
- نيورون تشورويا-سان - إيتسوكي كويزومي
- مونستر سترايك - هاروما كاغوتسوتشي
- ليفيوس - هوغو ستراتوس

### أوفا أنمي
- سلة كوروكو: ميدوريما شينتارو
- هجوم العمالقة: ايروين سميث
- المعلم الساحر نيغيما!: الجناح الأبيض ALA ALBA - آلبييرو إيما/كولونيل ساندرز
- المعلم الساحر نيغيما!: عالم آخر - آلبييرو إيما/كولونيل ساندرز
- سينت سيا: ذا لوست كانفاس - كانسر مانيغولد
- هجوم العمالقة: مذكرة إلزي - إرفين سميث
- عندما تبكي حشرة الليل: الإمتنان - مامورو أكاساكا

### أفلام أنمي
هجوم العمالقة 
- اختفاء هاروهي سوزوميا - إيتسوكي كويزومي
- فتاة الثقافة - كازوشي أكوتاغاوا
- الخادم الأسود Book of the Atlantic - سيباستيان مايكليس
- باتمان النينجا - نايتوينغ
- ثلاثية أفلام غودزيلا
  - غودزيلا: كوكب الوحوش - إليوت ليلاند
- فيلم أسوماتسو-سان - جوشيماتسو
- فيلم الإكسورسيست الأزرق - آرثر أوغست إنجل
- غانتز:O - ماسارو كاتو
- ديجيمون أدفنتشر: التطور الأخير للروابط - حسان

## أدواره في ألعاب الفيديو
- سلسلة القنفذ سونيك
  - القنفذ سونيك (لعبة فيديو 2006) - القنفذ سيلفر
  - سونيك جينيريشنز - القنفذ سيلفر
- فاينل فانتسي XIII - سنو فيلييرز
- سلسلة ألعاب ستريت فايتر
  - ستريت فايتر IV - إل فويرتي
  - سوبر ستريت فايتر IV - إل فويرتي
  - سوبر ستريت فايتر IV آركيد إديشن - إل فويرتي
  - ألترا ستريت فايتر IV - إل فويرتي
- ساموراي واريورز 4 - نوبويوكي سانادا
- جوجوز بيزار أدفنتشر: أول ستار باتل - جوتارو كوجو
- جوجوز بيزار أدفنتشر: آيز أوف هيفن - جوتارو كوجو
- فاير إمبلم أويكينينغ - فريديريك، بريام
- فاير إمبلم فيتس - كازي
- تيلز أوف زيستيريا - ديزيل
- زيرو إسكيب: فيرتشوز لاست ريوارد - K
- سكالغيرلز - بيوولف

## أدواره في الدبلجة اليابانية
- الفتيات الخارقات - سيدريك
- ذا أو سي - ريان أتود
- غلي - فين هدسون
- آل كروودز - غاي
- ملحمي - نود

## وصلات خارجية
- دايسكي أونو على موقع IMDb (الإنجليزية)
- دايسكي أونو على موقع ميوزك برينز (الإنجليزية)
- دايسكي أونو على موقع ديسكوغز (الإنجليزية)
- دايسكي أونو على موقع قاعدة بيانات الفيلم (الإنجليزية)
- دايسكي أونو على موقع ANN person (الإنجليزية)